# Uña de Quintana
Uña de Quintana es una localidad y municipio español de la provincia de Zamora, en la comunidad autónoma de Castilla y León.
Situado en la comarca de Benavente y Los Valles, se encuentra a escasos 45 km de Benavente, muy próximo a la comarca de Sanabria y a unos 782 metros de altitud. Sus fértiles tierras son regadas por las aguas del río Tera. De entre su caserío destaca la iglesia parroquial de San Justo y Pastor.

## Situación

### Geografía
Está regado por el río Regato, que nace en Justel, recorre el término de Uña por el este de norte a sur y se vierte en el Tera, pasando por San Pedro de Ceque y Camarzana de Tera. Por la parte oeste, el río de El Chano o río del Souto, pequeño riachuelo o arroyo que se vierte en el río Regato en Las Regateras, antes del Pedrón. Este riachuelo era durante el invierno la energía motriz del molino SAMIAN y del molino de Aceite un poco más adelante, en las Regateras, el resto del año estaba secos. Toda esta zona era una gran pradera donde se trillaba, actualmente está plantado de Chopos.
De relieve llano en su mayor parte, Uña de Quintana linda al noreste por: El Monte que va de Osilga y Valdemengo a la Almena pasando por el Sierro, relieve montañoso de poca altura y la Chana, el Pico El Cuerno, su punto más alto culmina a 800 m apenas. Al norte por: el altozano de la Almena, el Castro y los Trechos. Al sur: por el monte de El Real. Al oeste: por la Chanica, El Souto, las Pàradas, Valdefuentes, y Los Valles. 
Su término cuenta con una superficie de 2999 hectáreas, delimitando su perímetro por los términos de las localidades de Cubo de Benavente al norte, Congosta y Ayoó de Vidriales al noreste, San Pedro de Ceque  al sur, y Molezuelas de la Carballeda al oeste.

### Accesos
El acceso a Uña de Quintana por la autovía de las Rías Baixas sentido Benavente - Vigo. Salida: La Bañeza en Camarzana de Tera, dirección Santibáñez de Vidriales y la primera calle a la izquierda dirección a Brime de Sog, a la salida de Brime coger la carretera a la derecha, dirección Uña de Quintana Molezuelas de la Carballeda. 
Viniendo en sentido contrario de Vigo a Benavente (Zamora). Salida en: Rionegro del Puente dirección La BañezaNogarejas. Llegamos al primer pueblo, Molezuelas de la Carballeda y cogemos la carretera a la derecha de Uña de Quintana. En los dos sentidos, está a unos 17 Kilómetros de la autopista aproximadamente. 
Viniendo del norte por Astorga o La Bañeza. Salida a: Nogarejas, desvió para Rionegro del Puente, Molezuelas de la Carballeda. También desde La Bañeza, dirección Camarzana de Tera por Jiménez, Castrocalbón, Fuente Encalada, Santibáñez de Vidriales, Brime de Sog.

## Historia
Uña carece de yacimientos arqueológicos que indiquen de forma clara el origen de su primera población sedentaria, si bien se encuentra en un territorio en el que existen vestigios de su poblamiento prehistórico. Tras su reconquista por los reyes leoneses, esta localidad formó parte del proceso repoblador que emprendió dicha monarquía. Uña estuvo integrada en la provincia de León, tal y como recoge en el siglo XVIII Tomás López en Mapa geográfico de una parte de la Provincia de León.
En el Catastro del Marqués de la Ensenada, del año 1753, la localidad figura como Uña de Quintana del Marco, siendo entonces parte de un Señorío perteneciente al Marqués de Montealegre, al que los vecinos pagaban sus impuestos ("doscientos Reales de vellón" en el mencionado Catastro).
No obstante, al reestructurarse las provincias y crearse las actuales en 1833, Uña pasó a formar parte de la provincia de Zamora, conservando su adscripción regional al Reino de León, la cual, como todas las regiones españolas de la época, carecía de competencias administrativas. En 1834 se integró en el partido judicial de Benavente, al que pertenece en la actualidad.
Tras la constitución de 1978, Uña pasó a formar parte en 1983 de la comunidad autónoma de Castilla y León, en tanto municipio integrado en la provincia de Zamora.

## Geografía humana

### Demografía
Cuenta con una población de 121 habitantes (INE 2024).
| Gráfica de evolución demográfica de Uña de Quintana entre 1842 y 2021                                                 |
| |
| Población de derecho según los censos de población del INE. Población de hecho según los censos de población del INE. |

## Patrimonio

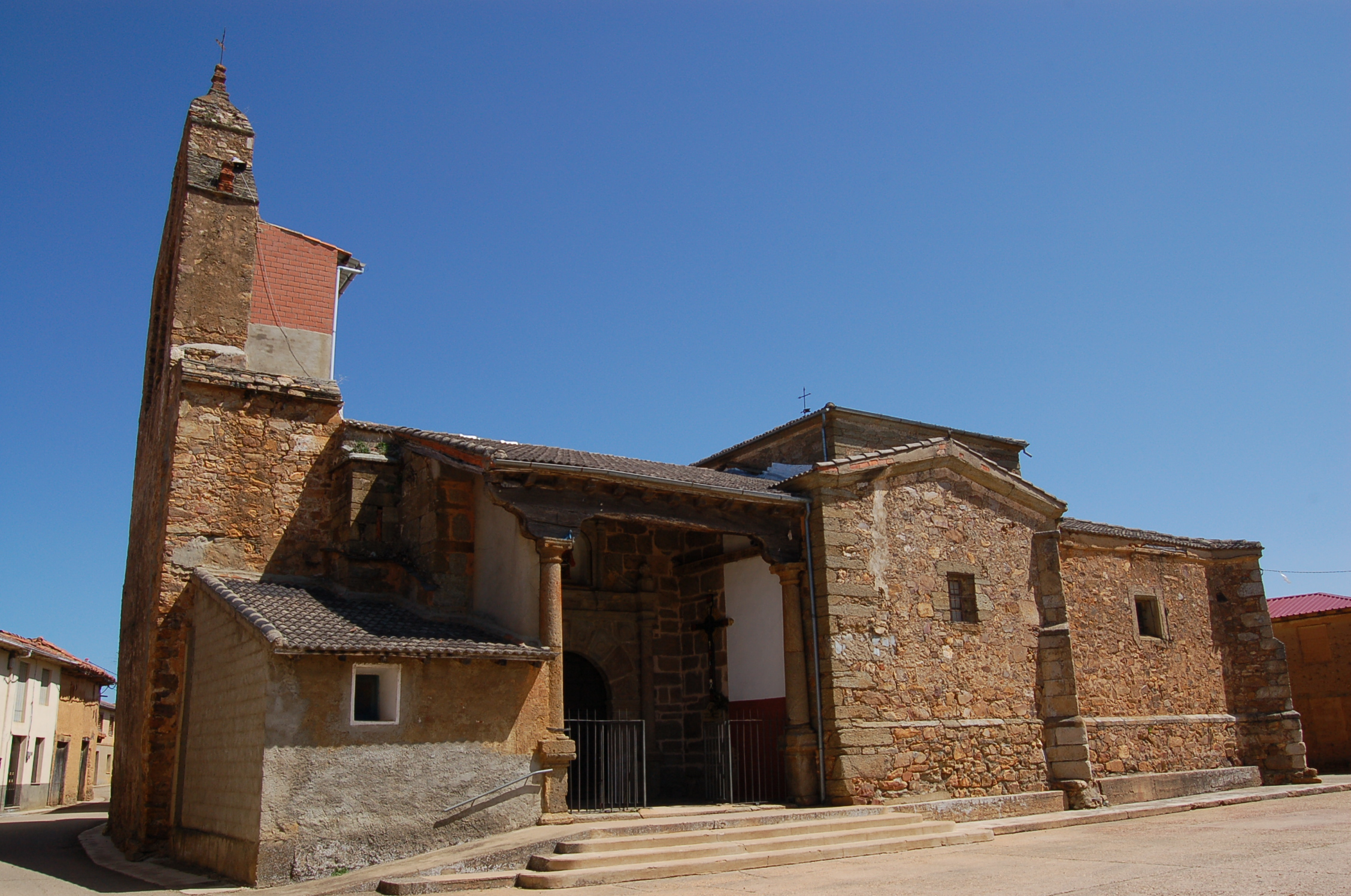
Iglesia parroquial.

- Iglesia parroquial. Está dedicada a los santos Justo y Pastor. Lo más antiguo de la fábrica de este templo data del siglo XV. Presenta una portada de aire renacentista, cuyo arco carente de clave presenta amplias y gruesas dovelas decoradas con molduras y bolas. En el interior es de reseñar un gran retablo barroco, cuya hornacina central recoge a los titulares del templo. Otra imagen de especial devoción en la localidad es la Virgen del Rosario.
- Ermita de Santa Eulalia.
- Bodegas. Construidas bajo tierra, hoy en día muy deterioradas.

## Fiestas
Las fiestas son la primera semana de agosto en honor a los santos Justo y Pastor, patronos de este pueblo y en esos días hay todo tipo de celebraciones tanto religiosas como deportivas y culturales.
También el día 15 de mayo se celebra San Isidro, que encarga la misa un devoto del pueblo. Se hace una procesión en la que se lleva al santo hasta la salida del pueblo, donde el sacerdote bendice los campos para que tengan buena cosecha.
El Corpus se celebra diez días después de su fecha habitual y oficial.
El 16 de julio, se celebra por devoción la Virgen del Carmen, en la que la gente del pueblo le ofrece ramos de flores y se saca por el pueblo en procesión.
El primer domingo de octubre, por devoción se celebra la Virgen del Rosario. La misa es encargada por un mayordomo y si no lo tiene, se encarga el pueblo de celebrar la misa; esta también tiene procesión por el pueblo.